# 宗家花火鍵屋
株式会社宗家花火鍵屋（そうけはなびかぎや）は日本の花火会社。

## 概要
江戸時代初期の1659年に創業。奈良から江戸へ出た初代・弥兵衛（やへい）が植物のアシの管に練った火薬の玉をつけた手持ち花火を売り出すために隅田川近くで開業したのが始まりで、店は現在の日本橋横山町にあった。「鍵屋」の由来は守護神だったお稲荷さんを守るキツネの一匹が「鍵」を口にくわえているところから。
6代目の時に番頭の清吉を分家し、両国吉川町に「玉屋」をもたせ、それ以後この2軒で両国橋の上流と下流を二分して請け負い、華麗な花火に対しては「玉屋！」「鍵屋！」の掛け声が掛かるようになり、この掛け声をする風潮は21世紀となった現在にも残っている。
第二次世界大戦後には花火大会の総合プロデュースを担当するようになり、1976年から江戸川区の江戸川花火大会、1979年から千葉県の浦安市花火大会、1982年から江東区の江東花火大会など、各地の花火を手がけている。
1985年に点火の遠隔操作を導入した。2000年には天野安喜子が女性として初めて鍵屋を襲名した。